# Te quiero (canción de Flex)
«Te Quiero» es el primer sencillo del cantante Nigga (hoy Flex) de su álbum debut Te Quiero: Romantic Style In Da World, lanzado en el 2007.

## Información
Tanto la canción como el álbum fueron al número uno en la revista Billboard en Hot Latin Tracks y Top Latin Albums charts, respectivamente, en los Estados Unidos. En el Billboard Hot 100, la canción alcanzó la posición #86. Hay dos remixes oficiales de la canción, uno presenta a Arcángel y el otro presenta a Belinda cantada en spanglish, así como una versión acústica también con Belinda.
En el 2008, fue el tema principal de la serie de televisión mexicana Central de Abasto. y en la telenovela.juvenil argentina Atracción x4.

## Lista de canciones
Te Quiero - Digital download
1. "Te Quiero" (Original Version) — 3:16

## Posicionamiento
| Listas (2007-2008)                            | Posición          |
| --------------------------------------------- | ----------------- |
| Chile Top 100                                 | 8[cita requerida] |
| Argentina Top 100                             | 18                |
| U.S. Billboard Hot Latin Tracks               | 1                 |
| U.S. Billboard Latin Tropical Airplay         | 1                 |
| U.S. Billboard Latin Rhythm Airplay           | 1                 |
| U.S. Billboard Latin Pop Airplay              | 3                 |
| U.S. Billboard Latin Regional Mexican Airplay | 7                 |
| U.S. Billboard Hot RingMasters                | 13                |
| U.S. Billboard Hot 100                        | 86                |

## Versión spanglish
Una versión acústica y una en spanglish con la cantante Belinda fueron hechos para la reedición fan edition de Romantic Style In Da World, la versión spanglish fue lanzada como el cuarto y último sencillo del álbum el 13 de mayo del 2008. El álbum fan edition incluye las versiones con Belinda, un DVD con videos musicales y bonus, los videos de la versión original y de la versión spanglish con Belinda son incluidos en esta edición.

### Lista de canciones
Maxisencillo
1. "Te Quiero" - 3:16
2. "Te Quiero" (Spanglish Version) (con Belinda) - 3:23
3. "Te Quiero" (Acoustic Version) (con Belinda) - 2:48

### Charts
| Chart (2008)           | Posición           |
| ---------------------- | ------------------ |
| U.S. Billboard Hot 100 | 87[cita requerida] |
| Chile Top 100          | 8[cita requerida]  |

## Versiones oficiales
- Te Quiero (Álbum Versión)
- Te Quiero (Spanglish Remix) - (con Belinda)
- Te Quiero (Acoustic Version) - (con Belinda)
- Te Quiero (Remix) - (con Arcángel)
- Te Quiero (Remix) - (con Thiaguinho)
- Te Quiero (Luigi Giraldo Remix)